# Dea Klein-Šumanovac
Dea Klein-Šumanovac (rođ. Klein) je hrvatska košarkašica, članica hrvatske košarkaške reprezentacije.

## Karijera
Sudjelovala je na završnom turniru europskog prvenstva 2007. godine.
2008. je bila u skupini igračica koje su izborniku Nenadu Amanoviću otkazale poziv za pripreme za EP 2009. godine. Dea Klein-Šumanovac bila je prisiljena otkazati zbog operacije.